# Marie Heřmanová
Marie Heřmanová (* 1986) je česká antropoložka a publicistka.
V roce 2010 vystudovala obecnou antropologii na Fakultě humanitních studií Univerzity Karlovy, v roce 2018 obhájila na téže škole titul Ph.D. v oboru sociální a kulturní antropologie.
Zabývá se především výzkumem influencerů, sociálních sítí, algoritmů a fenomény jako spiritualita a konspirace (označováno jako konspiritualita). Často vystupuje v médiích, kde tyto fenomény popularizuje.

## Výběr z díla
- Sisterhood in 5D: Conspirituality and Instagram Aesthetics
- Hermanova, M. (2021). "Do Your Research": COVID-19, post-socialist experience and the narrative of information independence among Czech Instagram influencers[10]
- Heřmanová, Marie. "Za hranicemi vědy?." Cargo Journal 15.1-2 (2019).